# あしたも小雨
「あしたも小雨」（あしたもこさめ）は、1978年6月1日に発売された五木ひろしのシングル。

## 解説
- 本曲は、共に五木の作品を初めて手掛けた岡田冨美子（作詞）と浜圭介（作曲）のコンビによるものである。
- B面の「真っ赤なほおずき」は前々作のシングル「潮どき」を手掛けた岩谷時子（作詞）と中村泰士（作曲）のコンビの作品である。

## 収録曲
1. あしたも小雨（3分13秒）
作詞：岡田冨美子／作曲：浜圭介／編曲：竜崎孝路
2. 真っ赤なほおずき（3分53秒）
作詞：岩谷時子／作曲：中村泰士／編曲：高田弘